# Assistente all'autonomia e alla comunicazione
L'assistente all'autonomia e alla comunicazione è una denominazione che viene spesso usata per le funzioni previste dalla legge 104/1992 Legge 5 febbraio 1992, n.104 (art.13), a garanzia del concreto ed effettivo diritto allo studio, dell'integrazione dello studente con disabilità fisica, psichica e sensoriale.
La legge 104 prevede accordi di programma finalizzati "alla predisposizione, attuazione e verifica congiunta di progetti educativi, riabilitativi e di socializzazione individualizzati, nonché a forme di integrazione tra attività scolastiche e attività integrative extrascolastiche". 
Chi fa assistenza all'autonomia e alla comunicazione opera ad personam e collabora in team con i docenti e le altre figure assistenziali secondo quanto stabilito nel Piano educativo individualizzato. Il profilo discosta da quello dell'insegnante di sostegno e dall’assistente di base e igienico-personale mentre, per caratteristiche e funzioni, appare sovrapponibile al ruolo di educatore professionale socio-pedagogico ai sensi della Legge 205/2017 e della Legge 55/2024.

## Contesto dell'intervento
Chi fa assistenza all'autonomia e alla comunicazione interviene in ambito scolastico ed integra la propria attività a quella di altre figure (docenti curricolari, insegnanti di sostegno e personale ATA), senza sovrapporre compiti e funzioni ma valorizzando i diversi ambiti di competenza. In taluni casi può operare anche o esclusivamente in ambito domiciliare, in affiancamento a soggetti con disabilità al fine di favorire il percorso verso l'autonomia.

## Ruolo e funzioni
Chi fa assistenza all'autonomia e alla Comunicazione orienta gli obiettivi del proprio intervento allo sviluppo di relazioni efficaci all'interno del contesto scolastico, formativo e sociale, in un’ottica rivolta allo sviluppo di competenze dell’alunno e di tutti coloro che sono implicati nei processi per l’integrazione.
Chi fa assistenza all'autonomia e alla comunicazione svolge le seguenti funzioni:
- collabora alla stesura e aggiornamento del Piano Educativo Individualizzato (P.E.I.) e partecipa ai GLH;
- programma, realizza e verifica interventi integrati con quelli educativi e didattici dei docenti, coordinandosi con i docenti curriculari e di sostegno e alle attività della classe;
- promuove l'autonomia dello studente disabile, proponendo strategie per perseguire le finalità formative e di sviluppo complessivo della persona;
- favorisce la socializzazione tra pari;
- supporta interventi coordinati tra servizi scolastici e  servizi sanitari,  socioassistenziali, culturali,  ricreativi,  sportivi e  altre attività sul territorio,  gestiti da enti pubblici e privati,  in coerenza con quanto formulato nel PEI e in considerazione del più generale progetto di vita dello studente;
- collabora all’analisi delle richieste delle famiglie e alla promozione di relazioni efficaci con esse;
- lavora per la realizzazione di percorsi di alternanza scuola-lavoro e  progetti ponte per l’uscita dal percorso scolastico.

## L'Assistente alla comunicazione per Sordi
Le attività svolte dall’assistente per gli studenti sordi  riguardano (PDF) (archiviato dall'url originale il 24 marzo 2019):
- il compito di mediazione nell’ascolto delle lezioni d’aula per favorire la comprensione del linguaggio verbale e l’accesso ai contenuti didattici;
- la rielaborazione dei contenuti scolastici dei testi, con mappe logico concettuali o altri sistemi idonei, e la rielaborazione ed adeguamento delle verifiche periodiche in prove equipollenti fornite dagli  insegnanti (PDF) (archiviato dall'url originale il 19 agosto 2019);
- la mediazione della comunicazione dell’alunno con gli insegnanti ed i compagni;
- la promozione della socializzazione ai fini dell’integrazione scolastica;
- la collaborazione alla stesura del Piano Educativo Individualizzato (PEI) e la partecipazione ai gruppi di lavoro per l'integrazione scolastica  ( GLH);
- l'adozione della Lingua Italiana dei Segni  (LIS),  o del metodo bimodale,  o del metodo oralista secondo le indicazioni della famiglia di ciascun studente;
- la collaborazione con gli insegnanti nella pianificazione delle lezioni mediante strategie visive che utilizzano la vista, canale integro dello studente sordo;
- il raggiungimento di una buona competenza linguistica parlata e scritta;
- il compito di “mediatore comunicativo”  nei contesti sfavorevoli (es.: in ambienti rumorosi, durante discussioni di gruppo, ecc.);
- il buon utilizzo di ausili protesici e di software didattici destinati allo studente o ai suoi docenti;
- la partecipazione periodica alle sedute di logopedia per apprendere metodologie, tecniche e strumenti didattici appropriati da riproporre a scuola e da condividere con i docenti, in particolare nei primi anni di scuola, affinché il percorso riabilitativo e scolastico possano integrarsi in modo efficace;